# Myomimus personatus
Myomimus personatus — гризун родини вовчкових (Gliridae).

## Поширення
Країни проживання: Іран, Туркменістан. Це мешканці кам'янистої пустелі передгір'їв, приблизно в 1000 м над рівнем моря, серед чагарників і мигдалевих дерев. Активні в сутінках і вночі. Робить притулки серед скель і в норах. На підставі даних, зібраних в полоні, він воліє тваринну їжу. Відтворення, швидше за все, починається з кінця квітня.

## Загрози та охорона
Загрози для цього виду невідомі. Немає заходів по збереженню виду на місці.